# Semče
Semče (cyr. Семче) – wieś w Serbii, w okręgu niszawskim, w gminie Gadžin Han. W 2011 roku liczyła 226 mieszkańców.